# Kim Eun-Suk
Kim Eun-Suk, född den 31 mars 1963 i Seoul, Sydkorea, är en sydkoreansk basketspelare som var med och tog OS-silver 1984 i Los Angeles. Detta var Sydkoreas första medalj i de olympiska baskettävlingarna. Hon är 170 cm lång.